# Công ước Vũ khí Hóa học
Công ước Vũ khí Hoá học (CWC) là một hiệp ước kiểm soát vũ khí làm trái phép sản xuất, tàng trữ và sử dụng vũ khí hóa học và tiền chất của họ. Tên đầy đủ của hiệp ước là Công ước về Cấm phát triển, sản xuất, tàng trữ và sử dụng vũ khí hóa học và về sự tàn phá của chúng và nó được quản lý bởi Tổ chức Cấm Vũ khí Hóa học (OPCW), một tổ chức liên chính phủ có trụ sở tại Den Haag, Hà Lan. Hiệp ước này bắt đầu có hiệu lực từ năm 1997. Công ước Vũ khí hoá học đã cấm toàn bộ việc sử dụng, phát triển, sản xuất, dự trữ và chuyển giao vũ khí hoá học. Bất kỳ hóa chất nào được sử dụng cho chiến tranh được Công ước cho là một vũ khí hóa học. Nghĩa vụ chính của các bên trong Công ước là thực hiện lệnh cấm này, cũng như việc tiêu hủy tất cả các vũ khí hoá học hiện tại. Các hoạt động phá huỷ được xác nhận bởi OPCW.
Tính đến tháng 4 năm 2016, 192 quốc gí đã đồng ý chấp nhận sự ràng buộc của CWC. Israel đã ký kết nhưng không thông qua hiệp định này, trong khi ba nước thành viên khác của LHQ (Ai Cập, Triều Tiên và Nam Sudan) đã không ký và tham gia vào Hiệp ước này. Gần đây, Angola đã gửi văn bản gia nhập vào CWC vào ngày 16 tháng 9 năm 2015. Vào tháng 9 năm 2013, Syria đã tham gia hiệp ước này như là một phần trong thỏa thuận về việc hủy hoại vũ khí hoá học của Syria.
Tính đến tháng 10 năm 2016, khoảng 93% kho vũ khí hoá học đã tuyên bố của thế giới đã bị phá hủy. Công ước này có các điều khoản về đánh giá có hệ thống các cơ sở sản xuất hoá học, cũng như để điều tra các cáo buộc sử dụng và sản xuất vũ khí hoá học dựa trên thông tin tình báo của các quốc gia thành viên khác.
Một số hóa chất đã được sử dụng rộng rãi trong chiến tranh nhưng có rất nhiều ứng dụng công nghiệp quy mô lớn như phosgene được quy định rất cao, tuy nhiên một số ngoại lệ đáng lưu ý tồn tại. Khí chlorine có tính độc hại cao nhưng là nguyên tố tinh khiết và được sử dụng rất rộng rãi cho các mục đích hòa bình, không được liệt kê chính thức như một loại vũ khí hóa học. Một số nhà nước-quyền hạn (ví dụ chế độ Assad của Syria) tiếp tục thường xuyên sản xuất và thực hiện các hóa chất này trong các loại vũ khí chiến đấu. Mặc dù các hóa chất này không được liệt kê cụ thể do CWC kiểm soát, việc sử dụng bất kỳ hóa chất độc hại nào như vũ khí (khi chỉ sử dụng để sản sinh ra các thương vong chỉ đơn thuần hoặc chủ yếu thông qua hành động độc hại của nó) tự nó bị cấm trong hiệp định. Các hóa chất khác, như phosphor trắng, có độc tính cao nhưng được CWC hợp pháp khi chúng được quân đội sử dụng vì các lý do khác với độc tính của chúng.

## Lịch sử
Việc Liên Hợp Quốc xem xét một lệnh cấm vũ khí hóa học và vũ khí sinh học đã được khởi xướng vào năm 1968 trong Ủy ban Giải trừ Tranh 18 quốc gia, sau nhiều thay đổi tên và thành phần, đã trở thành Hội nghị về Giải trừ quân bị (CD) năm 1984. Ngày 3 tháng 9 năm 1992, Hội nghị về Giải trừ quân bị đã đệ trình lên Đại hội đồng LHQ bản báo cáo hàng năm của mình, trong đó có nội dung của Công ước Vũ khí Hoá chất. Đại hội đồng đã thông qua Công ước vào ngày 30 tháng 11 năm 1992, và Tổng thư ký LHQ sau đó đã mở Công ước ký tại Paris vào ngày 13 tháng 1 năm 1993. CWC vẫn mở cho chữ ký cho đến khi nó có hiệu lực vào ngày 29 tháng 4 năm 1997, 180 ngày sau khi Gửi văn kiện phê chuẩn thứ 65 (của Hungary). Quy ước mở rộng Nghị định thư Geneva năm 1925 về vũ khí hóa học và bao gồm các biện pháp kiểm tra mở rộng như kiểm tra tại chỗ. Tuy nhiên, nó không bao gồm vũ khí sinh học.